# Lale Cup 2014
Il Lale Cup 2014 è stato un torneo di tennis facente parte della categoria ITF Women's Circuit nell'ambito dell'ITF Women's Circuit 2014. Il torneo si è giocato a Istanbul in Turchia dal 21 al 27 aprile 2014 su campi in cemento e aveva un montepremi di $50,000.

## Partecipanti

### Teste di serie
| Nazionalità | Giocatrice          | Ranking* | Testa di serie |
| ----------- | ------------------- | -------- | -------------- |
| Turchia     | Çağla Büyükakçay    | 150      | 1              |
| Argentina   | María Irigoyen      | 155      | 2              |
| Serbia      | Aleksandra Krunić   | 158      | 3              |
| Polonia     | Paula Kania         | 169      | 4              |
| Ucraina     | Julija Bejhel'zymer | 171      | 5              |
| Russia      | Ksenija Pervak      | 174      | 6              |
| Russia      | Marta Sirotkina     | 177      | 7              |
| Ucraina     | Kateryna Kozlova    | 182      | 8              |

- Ranking al 14 aprile 2014.

### Altre partecipanti
Giocatrici che hanno ricevuto una wild card:
- Ayla Aksu
- Hülya Esen
- İnci Öğüt
- İpek Soylu

Giocatrici che sono passate dalle qualificazioni:
- Nicoleta-Cătălina Dascălu
- Ximena Hermoso
- Zuzana Luknárová
- Iryna Šymanovič
- Michaela Boev (lucky loser)

Giocatrici che hanno ricevuto un entry con un junior exempt:
- Barbora Krejčíková

Giocatrici che hanno ricevuto un entry con un protected ranking:
- Vitalija D'jačenko

## Vincitrici

### Singolare
Denisa Allertová ha battuto in finale  Julija Bejhel'zymer con il punteggio di 6–2, 6–3

### Doppio
Petra Krejsová /  Tereza Smitková hanno battuto in finale  Michaëlla Krajicek /  Aleksandra Krunić con il punteggio di 1–6, 7–6(7–2), [11–9]